# Le Vieux-Bourg
Le Vieux-Bourg är en kommun i departementet Côtes-d'Armor i regionen Bretagne i nordvästra Frankrike. Kommunen ligger i kantonen Quintin som tillhör arrondissementet Saint-Brieuc. År 2022 hade Le Vieux-Bourg 760 invånare.

## Befolkningsutveckling
Antalet invånare i kommunen Le Vieux-Bourg
Referens:INSEE